# Mae de la Concha
María Asunción Jacoba Pía de la Concha García-Mauriño (Gijón, 25 de julio de 1954), más conocida como Mae de la Concha, es una librera y política española, actual secretaria general de Podemos Illes Balears desde 2017. Entre 2019 y 2023, se desempeñó como consejera de agricultura, pesca y alimentación del Gobierno de las Islas Baleares. Además, fue presidenta en funciones de las islas entre junio y julio de 2023, tras la renuncia de Francina Armengol. También fue diputada por Baleares en el Congreso, durante las XI y XII legislaturas.

## Biografía
Nacida en Gijón (Asturias), tiene ocho hermanas y cuatro hermanos, uno de ellos, Eladio de la Concha, fue portavoz de Vox en el Ayuntamiento de Gijón. En 1970 emigró a Francia, donde trabajó de niñera y de auxiliar de hospital. Años después se estableció en Madrid, donde trabajó como secretaria en Yves Rocher y como administrativa en el despacho de abogados de la calle de Atocha, 55.
Después vivió en León, Barcelona y Santander, hasta que el verano de 1980 se estableció en Ciudadela, Menorca. En 1990 fundó la librería La Torre de Papel. Como parte de Podemos, en febrero de 2015 fue elegida secretaria general en Menorca. Fue elegida diputada en las elecciones de 2015 y 2016.
En la conformación de las listas electorales de Podemos Illes Balears para el Parlamento de las Islas Baleares en las elecciones autonómicas de España de 2019, fue elegida cabeza de lista del partido, obteniendo un escaño; tras las negociaciones con el PSOE balear y la investidura de Francina Armengol como presidenta del Gobierno balear, se convirtió en la consejera de Agricultura, Pesca y Alimentación.
Tras las elecciones al Parlamento Balear de mayo de 2023 y la salida de la presidenta Armengol para ser cabeza de lista del PSOE en las elecciones generales, De la Concha asumió la presidencia interina del Gobierno balear.